# HMS Jackal
HMS Jackal – brytyjski niszczyciel z okresu II wojny światowej, należący do typu J (J/K/N), w służbie Royal Navy w latach 1939–1942. Nosił znak taktyczny F22, od maja 1940 – G22. Służył głównie na Morzu Śródziemnym, gdzie został zatopiony 12 maja 1942. Był to siódmy okręt brytyjski o tej nazwie.
Podczas wojny okręt został uhonorowany 6 wyróżnieniami bojowymi (battle honour): za Atlantyk 1939-41, Norwegię 1940, kanał La Manche 1940, Kretę 1941, Morze Śródziemne 1941 i Libię 1940-41.

## Budowa
Okręt zamówiono 25 marca 1937, w ramach programu z 1936 roku. Stępkę pod budowę położono 24 września 1937 w stoczni John Brown & Company w Clydebank w Szkocji, kadłub wodowano 25 października 1938. Budowę ukończono 31 marca 1939 – był to pierwszy ukończony okręt tego typu. Okręt wszedł do służby w Royal Navy 13 kwietnia 1939, pod nazwą „Jackal” (pol. szakal). W tej samej stoczni budowano też równocześnie niszczyciel HMS „Javelin” tego typu, a następnie HMAS „Nizam” i „Nerissa” (późniejszy polski „Piorun”) identycznego typu N. Koszt budowy, bez uzbrojenia i wyposażenia łączności wynosił £ 391.370.

## Służba

### Morze Północne 1939-1941
„Jackal” wszedł do służby początkowo w skład 4 Flotylli Niszczycieli Home Fleet (Floty Metropolii). Tuż przed wybuchem II wojny światowej wszedł w skład 14. Dywizjonu 7 Flotylli Niszczycieli Home Fleet, bazującej po wybuchu wojny w ujściu rzeki Humber, jako część sił Humber Force Dowództwa Rosyth. Przez pierwsze miesiące wojny niszczyciele flotylli patrolowały na Morzu Północnym i eskortowały tam konwoje przybrzeżne. Od 8 września do 8 października 1939 „Jackal” był przejściowo przydzielony do Dowództwa Zachodnich Podejść, eskortując konwoje na wschodnim Atlantyku (m.in. z HMS „Janus” i ORP „Grom”), następnie znowu służył w Humber Force. Podczas pierwszych miesięcy wojny kilkukrotnie atakował bezskutecznie okręty podwodne. 8 października 1939 wziął udział w wypadzie krążowników brytyjskich na Skagerrak. 7 grudnia 1939 osłaniał holowanie uszkodzonego torpedą niszczyciela HMS „Jersey”. 27 lutego 1940 zatopił w kolizji szwedzki parowiec „Storfos” (545 BRT) z jego winy, odnosząc samemu uszkodzenia dziobu.
„Jackal” powrócił do linii po remoncie w Blyth 18 kwietnia 1940, po czym w kwietniu i maju wziął udział w kampanii w Norwegii, głównie eskortując konwoje wraz z niszczycielem „Javelin”. 11 maja osłaniał wraz z „Javelinem” ewakuację statkiem odciętych brytyjskich żołnierzy z Mosjøen do Bodø, ponadto sam wziął na pokład 100 żołnierzy i tego dnia też ostrzeliwał niemieckie dowództwo w Sund. 19 maja napotkał porzucony przez załogę holenderski holownik „Hector”, który doprowadzono do Wielkiej Brytanii. Został następnie przydzielony do 5 Flotylli Niszczycieli komandora Louisa Mountbattena, w składzie Dowództwa Nore (Nore Command), a od października Dowództwa Zachodnich Podejść. Zajmował się wciąż głównie eskortą konwojów.
29 listopada 1940 wziął udział wraz z HMS „Javelin”, „Kashmir”, „Jersey” i „Jupiter” w potyczce z niemieckimi niszczycielami „Karl Galster”, „Hans Lody” i „Richard Beitzen”, prowadzącymi rajd pod brytyjskie wybrzeże, podczas której uszkodzony został niszczyciel „Javelin”. Następnie, do 7 stycznia 1941 „Jackal” znajdował się w remoncie.

### Morze Śródziemne 1941–1942
W kwietniu 1941 „Jackal” został przeniesiony z 5. Flotyllą do Floty Śródziemnomorskiej i 28 kwietnia dotarł na Maltę, gdzie został włączony do Zespołu K (Force K) dowodzonego przez Louisa Mountbattena i działającego przeciwko żegludze pomiędzy Włochami a Afryką (w jego skład wchodziły wówczas niszczyciele HMS „Kelly”, „Kelvin”, „Kipling”, „Kashmir”, „Jackal”, „Jersey” i krążownik „Gloucester”). 10 maja 1941 wraz z „Kelly”, „Kipling”, „Kashmir” i „Kelvin” bombardował Benghazi, po czym okręty były atakowane nieskutecznie przez samoloty niemieckie. W II połowie maja 1941 „Jackal” uczestniczył w bitwie o Kretę i ewakuacji tej wyspy, w składzie zespołu A-1. Przebazował następnie do Aleksandrii, skąd m.in. osłaniał główne siły floty.
W czerwcu 1941 „Jackal” brał udział w kampanii syryjskiej przeciw kolonialnym rządom Francji Vichy i 9 czerwca 1941 wraz z niszczycielami „Hotspur” i „Isis” wziął udział w potyczce z francuskimi wielkimi niszczycielami „Valmy” i „Guepard”, które uprzednio uszkodziły HMS „Janus”. Został podczas niej lekko uszkodzony pociskiem 138 mm. 15 czerwca został u wybrzeża Syrii lekko uszkodzony bombą lotniczą, która przebiła pokład i wybuchła w wodzie. 4-6 lipca ostrzeliwał francuskie pozycje w Syrii. Wchodził wówczas w skład 7. Flotylli Niszczycieli.
Od sierpnia do listopada „Jackal” działał głównie pod Tobrukiem i brał udział w innych operacjach Floty Śródziemnomorskiej. Na początku sierpnia 1941 dowoził posiłki na Cypr (operacja Guillotine). W nocy 18/19 sierpnia odbył rejs zaopatrzeniowy do oblężonego Tobruku, a nocami 21/22, 25/26 i 28/29 sierpnia 1941 brał udział w transportowaniu tam polskiej Samodzielnej Brygady Strzelców Karpackich (operacja Treacle – seria 3., 6. i 9.). 26 września 1941 dowoził do Tobruku żołnierzy brytyjskich w ramach operacji Supercharge, a 17/18 października w ramach operacji Cultivate. Na początku listopada dowoził posiłki na Cypr (operacja Glencoe). W nocy 13/14 listopada dowoził zaopatrzenie do Tobruku (początek operacji Approach – niszczyciel „Kipling” dowiózł wówczas tam gen. Sikorskiego) i ponownie 16/17 listopada. 18 listopada z "Kiplingiem" i krążownikami „Naiad” i „Euryalus” ostrzeliwał umocnienia w Halfaya koło Tobruku. 25 listopada 1941 ratował rozbitków z zatopionego pancernika HMS „Barham”.
1 grudnia 1941, podczas bezskutecznej próby przechwycenia włoskich niszczycieli pod Derną (z niszczycielami „Jervis”, „Jaguar” i „Kipling”), „Jackal” został uszkodzony włoską torpedą lotniczą w okolicy Derny (bez ofiar w załodze). Sprawcą uszkodzenia były trzy samoloty Savoia-Marchetti SM.79 z 279. Eskadry, z których jeden został uszkodzony. Niszczyciel został odholowany przez „Jaguar”. Do kwietnia 1942 był remontowany w Aleksandrii.
11 maja 1942, podczas bezskutecznej próby przechwycenia konwoju do Benghazi (z niszczycielami „Jervis”, „Kipling” i „Lively”), „Jackal” został ciężko uszkodzony przez niemieckie bombowce Junkers Ju 88 80 mil morskich na północny zachód od Mersa Matruh (9 ofiar), po czym rano 12 maja 1942 został opuszczony przez załogę i dobity przez niszczyciel HMS „Jervis” na pozycji 32°20′N 26°30′E/32,333333 26,500000 (zatopiono wówczas także „Kipling” i „Lively”).
Dowódcy:
- 1939 – 26 sierpnia 1940: Cdr (komandor porucznik) T. Napier
- 27 sierpnia 1940–1941: Cdr (komandor porucznik) C. Firth
- 1941 – 11 maja 1942: Lt Cdr (komandor podporucznik) R. Jonas

## Dane techniczne
Opis okrętu i szczegółowe dane – zobacz Niszczyciele typu J/K/N
Uzbrojenie i wyposażenie:
Uwaga – dane dotyczące uzbrojenia i wyposażenia odnoszą się ogólnie do okrętów typu J, daty zmian w przypadku konkretnego okrętu są orientacyjne.
- 6 dział 120 mm QF Mk XII na podwójnych podstawach CP Mk XIX, osłoniętych maskami (3xII)
  - długość lufy: L/45 (45 kalibrów), donośność maksymalna 15 520 m, kąt podniesienia +40°, masa pocisku 22,7 kg
- 1 działo plot 102 mm QF Mk V na podstawie HA Mk III (od lat 1940/41 zamiast aparatu torpedowego)
  - długość lufy: L/45, kąt podniesienia +80°, masa pocisku 14,06 kg
- 4 automatyczne armaty przeciwlotnicze 40 mm Vickers Mk VIII („pom-pom”) poczwórnie sprzężone na podstawie Mk VII (1xIV)
- 2-6 automatycznych działek plot 20 mm Oerlikon 20 mm (od 1941, ilość stopniowo wzrastała, 2xI do 6xI)
- 8 wkm plot 12,7 mm Vickers Mk III (2xIV) (do 1941)
- 10 wyrzutni torpedowych 533 mm w dwóch aparatach torpedowych PR Mk II (2xV), 10 torped Mk IX (od 1940/41 – 5 wyrzutni)
- 1 zrzutnia na 6 bomb i 2 miotacze bomb głębinowych (20 bomb głębinowych)

Wyposażenie
- hydrolokator Asdic
- system kierowania ogniem artylerii: dalocelownik (DCT) i główny dalmierz (na nadbudówce dziobowej)
- radar dozoru ogólnego Typ 286 (od 1941, na głównym maszcie)
- radar kierowania ogniem plot Typ 285 (od 1941, na stanowisku dalmierza)